# Бексли (футбольный клуб)

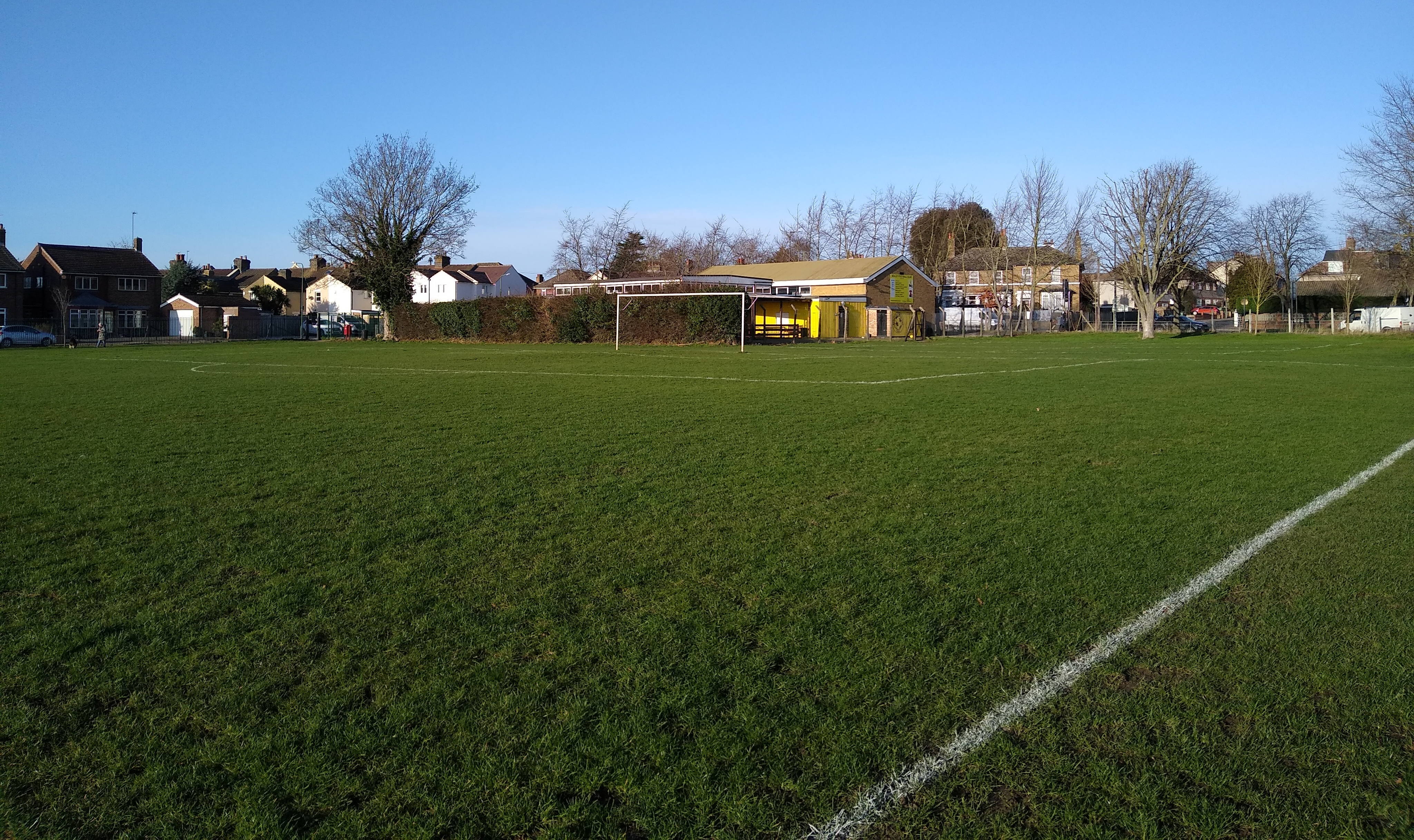

Футбольный клуб «Бе́ксли» (англ. Bexley Football Club) — футбольный клуб, базирующийся в Бексли (Лондон, Великобритания). Клуб выступает в Первом Западном дивизионе лиги графства Кент.

## История
Футбольный клуб «Бексли» был образован в 1884 году и зарегистрирован в Футбольной ассоциации в 1886 году. В 1927 году «Бексли» стал старшим клубом. В сезоне 1939—1940 годов «Бексли» впервые попал на Кубок Англии, победив «Грейвзенд Юнайтед» со счётом 3:1, однако их продвижение в кубке было приостановлено из-за Второй мировой войны. 24 мая 1946 года «Бексли» объединился с «Бексли Юнайтед». В 1965 году «Бексли» вступил в Лигу Большого Лондона, в 1975 году стал членом-учредителем Лондонской Спартанской лиги, а в 1982 году покинул её. В 2010 году «Бексли» перешёл в Лигу графства Кент из футбольного альянса Южного Лондона, а в 2015 году получил повышение в Премьер-дивизион. В 2019 году клуб выбыл в лигу графства Кент, первый западный дивизион.

## Стадион
Домашним стадионом клуба является St Mary's Recreation Ground в Бексли.

## Достижения
- Лучшее выступление в Кубке Англии: Отборочный раунд, 1947—1948;
- Лучшее выступление в FA Vase: Второй раунд, 1974—1975.